# Funny Man
Funny Man è un film del 1994 diretto da Simon Sprackling.

## Trama
Il produttore discografico Max Taylor vince ad una partita a poker una gigantesca dimora nella campagna inglese. Al più presto Max si trasferisce con la sua famiglia nella casa vinta, ma involontariamente risveglia un malefico jolly che vive in un mondo onirico la cui porta è situata nei sotterranei della dimora. Johnny, il fratello di Max, accompagnato da quattro autostoppisti, è, nel frattempo, in viaggio per raggiungere la nuova abitazione del fratello e consegnargli una chitarra elettrica. Il gruppo di sventurati umani sarà oggetto dei crudeli scherzi del giullare.

## Riconoscimenti
.